# One More Time (canción de Blink-182)
«One More Time» —en español: «Una vez más»— es una canción grabada por la banda de rock estadounidense Blink-182. La canción fue lanzada el 21 de septiembre de 2023 a través de Columbia Records. Este es el segundo sencillo del álbum One More Time... (2023). La canción fue escrita por DeLonge, el bajista Mark Hoppus y el baterista Travis Barker, siendo este último el productor. De acuerdo a Barker, la canción trata de como las tragedias vuelven a juntar al grupo.

## Lista de canciones
| «One More Time» |                 |          |  |
| N.º             | Título          | Duración |  |
| 1.              | «One More Time» |          |  |